# Pedro Carrizo
Pedro Alex Carrizo Córdova (Antofagasta, Región de Antofagasta, Chile, 9 de noviembre de 1980) es un exfutbolista chileno. Jugaba de arquero.
Destacado por ser capitán de San Marcos además de lograr tres ascensos a Primera División, dos con los ariqueños y uno con Deportes La Serena.

## Trayectoria
Formado en las inferiores de Deportes La Serena, fue ascendido al primer equipo en el año 2000, pero no tuvo mayores oportunidades de jugar, en el año 2003 consigue con el cuadro "papayero" el subcampeonato de la Primera B, accediendo así a la Primera División, al año siguiente es cedido a Deportes Ovalle por dos años, lamentablemente el equipo bajó el año 2005 a la Tercera División por el Descenso Programado de 3 años, en el año 2006 volvió a defender el pórtico de Deportes La Serena por tres años, luego pasó a Deportes Antofagasta jugando por todo el 2009 y 2010.
A inicios del 2011, el arquero recala en San Marcos de Arica, en la temporada 2012 su equipo San Marcos de Arica se consagra campeón de la edición 2012 de la Primera B de Chile , ascendiendo luego de 27 años a Primera División. En el equipo ariqueño no sólo ganó el Torneo de Clausura y el campeonato anual, sino que también el Torneo de Apertura, a finales del 2016 deja el cuadro ariqueño porque anunció su retiro del fútbol para dedicarse a sus proyectos personales, sin embargo su retiro duró media temporada, ya que volvió al club que lo vio nacer. Deportes La Serena por todo el Torneo de Transición 2017, al no llegar a un acuerdo con la dirigencia para su continuidad, partió a Santiago Morning.

## Clubes
| Club                 | País  | Año       |
| -------------------- | ----- | --------- |
| Deportes La Serena   | Chile | 2000-2003 |
| Deportes Ovalle      | Chile | 2004-2005 |
| Deportes La Serena   | Chile | 2006-2008 |
| Deportes Antofagasta | Chile | 2009-2010 |
| San Marcos de Arica  | Chile | 2011-2016 |
| Deportes La Serena   | Chile | 2017      |
| Santiago Morning     | Chile | 2018      |
| Deportes La Serena   | Chile | 2019-2020 |

## Títulos
| Título    | Club                | País  | Año       |
| --------- | ------------------- | ----- | --------- |
| Primera B | San Marcos de Arica | Chile | 2012      |
| Primera B | San Marcos de Arica | Chile | 2013-2014 |